# Vogelberg (Schipkau)
Der Vogelberg (obersorbisch Tšibrińcy) war eine Siedlung entlang des Straßenzuges Kostebrau–Friedrichsthal nach Schipkau-Krügers Mühle südwestlich von Klettwitz-Wilhelminensglück und westlich des heutigen Schipkau.

## Geschichte
Die Siedlung Vogelberg wurde um 1880 durch sorbische Bergarbeiter und Glaswerker gegründet, die es aus Sachsen zur Arbeit in die Glashütte Friedrichsthal, das Schipkauer Braunkohlenwerk und den späteren Tagebau Anna-Süd zog.
Anfang des 20. Jahrhunderts begann man mit der Erschließung des Tagebaus Klettwitz, in den 1930er Jahren wurden bereits erste Teile der Siedlung geräumt. Nach dem Zweiten Weltkrieg und mit Gründung der DDR erfolgten die endgültigen Umsiedlungen aus der Kolonie in die neu entstandene Schipkauer Galgenbergsiedlung. Zwischen 1958 und 1964 wurde die Kolonie bis auf ein etwa 300 Meter langes Stück der gleichnamigen Straße abgebaggert.
Im Jahr 1998 begannen auf der Tagebaufolgelandschaft in Höhe der ehemaligen Ortslage Vogelberg die Bauarbeiten für den Klettwitzer Windpark, dessen Inbetriebnahme im November 1999 erfolgte.

## Geografie
Die Kolonie lag einst auf einem Hügel inmitten einer sumpfigen Landschaft umgeben von vielen Wäldern mit zahlreichen Teichen und Bachläufen mit mehr als 20 Mühlenhöfen.